# هیزرزواد
هیزرزواد (به هلندی: Hazerswoude-Dorp) یک منطقهٔ مسکونی در هلند است که در آلفن آن درین واقع شده‌است. هیزرزواد ۵٬۷۶۷ نفر جمعیت دارد.